# João Mário (football, 2000)
João Mário, né le 3 janvier 2000 à São João da Madeira au Portugal, est un footballeur international portugais qui évolue au poste d'arrière droit à la Juventus FC.

## Biographie

### En club
Initialement formé à l'Associação Desportiva Sanjoanense, il fait ensuite l'essentiel de sa formation dans le club de Porto.
Avec les moins de 19 ans du FC Porto, il remporte notamment l'UEFA Youth League 2019 où il marque trois buts et délivre trois passes décisives. Il fait ses débuts en équipe première au Estádio do Dragão face au Sporting CP, le 15 juillet 2020 pour le match du titre. Victoire 2-0 des Dragons qui se sacrent champions du Portugal.

### En sélection
Avec les moins de 19 ans, João Mário participe en 2019 à l'Euro U19, qui se déroule en Arménie. Lors de la compétition il marque un but et délivre quatre passes décisives. Ses performances contribuent à mener son équipe jusqu'en finale, mais le Portugal est défait le 27 juillet par l'Espagne, lors de cet ultime match.
Le 13 novembre 2023, à la suite du forfait de Diogo Dalot, João Mário est - pour la première fois - convoqué pour intégrer l'équipe première alors entraînée par Roberto Martínez. La Seleção, alors déjà qualifiée, dispute ses deux derniers matchs des éliminatoires de l'Euro 2024 face au Liechtenstein et à l'Islande. Le sélectionneur lui offre sa première apparition en toute fin de match contre le Liechtenstein, le 16 novembre (victoire portugaise 0-2).
Le 24 juillet 2025, João Mário a rejoint le club italien Juventus Football Club en Serie A pour un contrat de cinq ans pour un montant de transfert de 12 millions d'euros,.

## Statistiques

### En club
| Saison                | Club                  | Championnat           | Championnat | Championnat | Championnat | Coupe nationale | Coupe nationale | Coupe nationale | Coupe de la Ligue | Coupe de la Ligue | Coupe de la Ligue | Supercoupe | Supercoupe | Supercoupe | Compétition(s) continentale(s) | Compétition(s) continentale(s) | Compétition(s) continentale(s) | Compétition(s) continentale(s) | Coupe du monde des clubs | Coupe du monde des clubs | Coupe du monde des clubs | Portugal | Portugal | Portugal | Total | Total | Total |
| Saison                | Club                  | Division              | M.          | B.          | P.d.        | M.              | B.              | P.d.            | M.                | B.                | P.d.              | M.         | B.         | P.d.       | Comp.                          | M.                             | B.                             | P.d.                           | M.                       | B.                       | P.d.                     | M.       | B.       | P.d.     | M.    | B.    | P.d.  |
| 2019-2020             | FC Porto              | Primeira Liga         | 2           | 0           | 0           | -               | -               | -               | -                 | -                 | -                 | -          | -          | -          | -                              | -                              | -                              | -                              | -                        | -                        | -                        | -        | -        | -        | 2     | 0     | 0     |
| 2020-2021             | FC Porto              | Primeira Liga         | 14          | 2           | 3           | 3               | 0               | 0               | 2                 | 0                 | 0                 | -          | -          | -          | C1                             | 2                              | 0                              | 0                              | -                        | -                        | -                        | -        | -        | -        | 21    | 2     | 3     |
| 2021-2022             | FC Porto              | Primeira Liga         | 28          | 0           | 2           | 3               | 0               | 0               | -                 | -                 | -                 | -          | -          | -          | C1+C3                          | 4+4                            | 0                              | 0+2                            | -                        | -                        | -                        | -        | -        | -        | 39    | 0     | 4     |
| 2022-2023             | FC Porto              | Primeira Liga         | 18          | 1           | 4           | 3               | 0               | 2               | 6                 | 0                 | 2                 | 1          | 0          | 0          | C1                             | 5                              | 0                              | 0                              | -                        | -                        | -                        | -        | -        | -        | 33    | 1     | 8     |
| 2023-2024             | FC Porto              | Primeira Liga         | 27          | 2           | 1           | 7               | 0               | 2               | 1                 | 0                 | 0                 | 1          | 0          | 0          | C1                             | 8                              | 0                              | 1                              | -                        | -                        | -                        | 3        | 0        | 0        | 47    | 2     | 4     |
| 2024-2025             | FC Porto              | Primeira Liga         | 27          | 0           | 3           | 1               | 0               | 1               | 2                 | 0                 | 0                 | 1          | 0          | 0          | C3                             | 8                              | 0                              | 2                              | 3                        | 0                        | 0                        | -        | -        | -        | 42    | 0     | 6     |
| Total sur la carrière | Total sur la carrière | Total sur la carrière | 116         | 5           | 13          | 17              | 0               | 5               | 11                | 0                 | 2                 | 3          | 0          | 0          | -                              | 31                             | 0                              | 5                              | 3                        | 0                        | 0                        | 3        | 0        | 0        | 184   | 5     | 25    |

## Palmarès

### En club
FC Porto
- Champion du Portugal :
  - Champion en 2020 et 2022 ;
  - Vice-champion en 2021 et 2023.
- Coupe du Portugal :
  - Vainqueur en 2022, 2023 et 2024.
- Supercoupe du Portugal :
  - Vainqueur en 2020, 2022 et 2024.
- Coupe de la Ligue : 
  - Vainqueur en 2023.
- Youth League:
  - Vainqueur en 2019.

### En sélection nationale
Portugal -19 ans
- Championnat d'Europe
  - Finaliste en 2019.